# Herzberg am Harz
Herzberg am Harz er en by og kommune i det centrale Tyskland med knap 13.150 indbyggere (2013), beliggende under Landkreis Göttingen, i den sydlige del af delstaten Niedersachsen. Landskabsmæssigt ligger kommunen i den sydvestlige ende af mittelgebirgeområdet Harzen.

## Geografi
Byen Herzberg am Harz er beliggende ved den nedre del af de små floder Sieber og Lonau, der kommer fra    Harzen. Herzberg ligger 32 km nordøst for Göttingen, og 90 km sydøst for Hannover. Ovenfor bykernen findes Schloss Herzberg(de).

### Nabokommuner
- Landkreis Osterode:
- Landkreis Goslar:
  - Kommunefrit område Harz
- Landkreis Osterode:
  - Kommunefrit område Harz
  - Bad Lauterberg im Harz
- Landkreis Eichsfeld (i deltaten Thüringen):
  - Sonnenstein
- Landkreis Göttingen:
  - Duderstadt
  - Rüdershausen (Samtgemeinde Gieboldehausen)
  - Rhumspringe (Samtgemeinde Gieboldehausen)
  - Wollershausen (Samtgemeinde Gieboldehausen)
- Landkreis Osterode:
  - Hattorf am Harz (Samtgemeinde Hattorf am Harz)
  - Elbingerode am Harz (Samtgemeinde Hattorf am Harz)
  - Hörden am Harz (Samtgemeinde Hattorf am Harz)

### Inddeling
- Herzberg (8.909 indb.)
- Lonau (300 indb.)
  - med Mühlenberg
- Pöhlde (2.009 indb.)
  - med Rhumasprung
- Scharzfeld (1.625 indb.)
- Sieber (475 indb.)

Indbyggere pr. 1. oktober 2013 